# Spui 6
Spui 6 is een woonhuis in de Noord-Hollandse stad Edam. Het pand is een rijksmonument en in eigendom van Vereniging Hendrick de Keyser. Het pand staat in het Rijksmonumentregister ingeschreven onder het nummer 14388.

## Geschiedenis
Voor 1500 werd er een huis gebouwd op de plek waar Spui 6 staat. Het was van hout en vermoedelijk zes balkvakken diep. Bouwkundig vertoonde het vermoedelijk gelijkenissen met Achterhaven 105, dat anno 2024 nog bestaat. In 1462 bewoonde de familie Gael het adres. Het houten skelet dateert ook van voor 1500. In 1561 moest de eigenaar van het pand belasting betalen. De hoeveelheid was voor een gemiddelde woning in de omgeving: 21 gulden en 46 stuivers. In 1579 werd het pand echter als een van de duurste van de straat aangeslagen voor 21 pond en 10 stuivers. De zijgevels waren van origine van hout en werden vermoedelijk tussen 1569 en 1579 vervangen door stenen muren. Mogelijk kan de waardestijging bij de belastingen daar ook aan verweten worden.
In ieder geval in 1579 woonde Pieter Fransz. in het huis, maar mogelijk woonde hij omstreeks 1560 er al. Hij had veel aanzien in Edam, hij was schepen en ook twee keer burgemeester, daarbij was hij vermoedelijk ook getrouwd met Trijn Jan Gaels. Pieter Fransz. overleed omstreeks 1583, de verpondingskahiers vermelden namelijk de weduwe Pieter Fransz. als eigenaar, maar na enige tijd wordt dit weer Trijn Jan Gaels. Zij overleed tussen 1618 en 1621, omdat tussen die jaren Frans Pietersz. de woning erfde. Door vererving en verkoop wisselde de woning gedurende de 17e eeuw een aantal keer van eigenaar. Het pand kreeg ook de naam de Appelboom. In 1762 kwam de drankenhandelaar Versteveren in het pand wonen en hij kocht ook het naastgelegen pand op nummer 7 aan om daar zijn drankhandel in onder te brengen. Of hij de eigenaar is geweest die de panden heeft samengevoegd is niet duidelijk. Wel is zeker dat hij in 1778 de vertrekken aan de voorzijde samen liet voegen, om zo een grote representatieve kamer te verkrijgen. In deze kamer bevindt zich, anno 2024 nog steeds, een marmeren schoorsteenmantel in Lodewijk XIV-stijl. Versteveren is ook schepen en burgemeester geweest. Voor zijn drankenhandel gebruikte hij in ieder geval het buurpand op nr. 7. Zijn weduwe (Grietje Horn) bleef ook na hertrouwd te zijn in het pand wonen, zij overleed in 1810 als weduwe van haar tweede man. Rond 1828 werd de huidige voorgevel voor het woonhuis gebouwd. De opdrachtgever was Jacob Lakeman, een rijke houthandelaar. Hij had het pand in 1811 voor 400 gulden gekocht. Hij kocht ook Spui 5 (rechts van het grote pand) en liet het pand intern verbinden met het woonhuis. Johanna Bulsing erfde in 1832 de huizen, na haar overlijden in 1846 bleek bij het opmaken van de boedelinventaris dat de twee panden als dubbelpand in gebruik waren. De panden werden in 1919 weer van elkaar gescheiden. Spui 6 werd toen door Hermann Toebben verkocht aan Rutgerus Huijg voor 6.000 gulden. Het pand werd in 1927 aangekocht door Vereniging Hendrick de Keyser en werd in 1937 "voorloopig gerestaureerd". Bij de restauratie in 1937 werd de roedeverdeling op de verdieping weer aangebracht. In 1957 werden bij een nieuwe restauratie het binnenwerk en de achtergevel hersteld.

## Exterieur
De kavel van Spui 6 heeft een breedte van 7 meter. De woning is over de volle breedte van de kavel gebouwd en heeft een lengte van 15 meter. Het pand is gedeeltelijk voorzien van een kelder. De zijgevels worden aan het zicht onttrokken door de buurpanden.
Omstreeks 1828 werd door Jacob Lakeman de voorgevel voor het pand geplaatst. De gevel is een zeer laat voorbeeld van de Lodewijk XVI-stijl. Deze stijl was toen al ongeveer 25 jaar uit de mode. Het is opgedeeld in drie traveeën, met in de rechter de voordeur en in de linker een toegang tot de kelder. De voordeur is in de rechter travee geplaatst en wordt omgeven door twee Ionische pilasters met een hoofdgestel en gesneden bekroning. Tussen het venster op de verdieping en de voordeur hangt een guirlande. De vensteromlijsting is strak, hangt als het waren aan guirlandes, en valt binnen de Lodewijk XVI-stijl. De top van de gevel bestaat uit een rechte kroonlijst, met daarop een driehoekig fronton met een ovaal raam omgeven door blad- en bloemslingers. Aan weerszijden van het fronton staat een balustrade van hout.
Voor het pand licht een natuurstenen stoep met hardstenen stoeppalen die ook voor het naastgelegen pand geplaatst zijn, omdat dat pand (Spui 5) inwendig verbonden was aan Spui 6. Door de stoep door te trekken was ook vanaf straat zichtbaar dat de panden bij elkaar hoorden.

## Interieur
Het houtskelet van het pand werd voor 1500 gemaakt en bevat gotische stijlkenmerken. Er is dendrochronologisch onderzoek gedaan, maar daar is geen bruikbaar resultaat uit gekomen. De indeling is sindsdien wel gewijzigd, deze stamt uit de tijd van de bouw van de voorgevel. De vloer in de hal is van marmer en het plafond is voorzien van stucwerk. In de bouwmuur, de muur tegen het buurpand aan, zijn twee "schijndeuren" gemaakt. De mogelijkheid bestaat dat dit doorgangen waren naar het naastgelegen pand op nr. 5. Het plafond in de voorkamer heeft op houten planken een plafondschildering van Vrouwe Justitia. Om haar heen staan vier koppen met kransen die de vier seizoenen voorstellen. In deze kamer staat ook een schoorsteenmantel in Lodewijk XIV-stijl.
In de achterkamer, op de plek waar voorheen een stookplaats was, is een met marmer omlijste kachelnis geplaatst. Deze nis komt overeen met de kachelnis in de woning aan Leeteinde 12 in Broek in Waterland.
Tussen de voor- en achterkamer `bevinden zich de trappen naar de kelder en de zolder. In dit tussenstuk kwam tijdens werkzaamheden achter een tegelwand een deel van het houtskelet tevoorschijn. Hieruit bleek dat het houtskelet uit de 17e eeuw zou zijn. Een latere ontdekking van een ander stuk houtskelet, toonde echter aan dat het skelet van voor 1500 moet zijn. In een vliering boven de badkamer is een compleet stuk van het houtskelet. In dit deel zijn nog een muurstijl, moerbalk, sleutelstuk en korbeel aanwezig. Het sleutelstuk is voorzien van versiering met een peerkraalmotief op de zijkanten. Aan de binnenzijde van het sleutelstuk en het bijhorende korbeel is een telmerk (cijfer 4) en een richtingteken geplaatst.
Het pand heeft geen verdieping. De verdiepingsvensters in de voorgevel bevinden zich op de zolderverdieping en het ronde venster verlicht de vliering.